# Калавеј (Минесота)
Калавеј (енгл. Callaway) град је у америчкој савезној држави Минесота.

## Демографија
По попису из 2010. године број становника је 234, што је 34 (17,0%) становника више него 2000. године.
| Група             | 2000.       | 2010.       |
| Белци             | 122 (61,0%) | 116 (49,6%) |
| Афроамериканци    | 0 (0,0%)    | 2 (0,9%)    |
| Азијати           | 2 (1,0%)    | 0 (0,0%)    |
| Хиспаноамериканци | 5 (2,5%)    | 4 (1,7%)    |
| Укупно            | 200         | 234         |